# Charles Auguste Frédéric Bégin
Charles Auguste Frédéric Bégin (ngày 2 tháng 7 năm 1835 – ngày 27 tháng 7 năm 1901) là một vị tướng lĩnh người Pháp từng giữ chức Quyền Thống đốc Nam Kỳ năm 1885–1886, và là Tổng Tư lệnh Quân đội Pháp ở Đông Dương từ năm 1887 đến năm 1889.

## Tiểu sử

### Những năm đầu đời (1835–1863)
Charles Auguste Frédéric Bégin sinh ngày 2 tháng 7 năm 1835 tại Marie-Galante, Guadeloupe. Cha tên là Joseph Charles Pierre Bégin (1800–1859), Phó ủy viên hải quân, và mẹ là Elisabeth Giraud. Ông theo học trường École spéciale militaire de Saint-Cyr, và vào ngày 1 tháng 10 năm 1856, ông được bổ nhiệm làm Thiếu úy trong Bộ binh Hải quân. Bégin được điều động đến công tác tại Guadeloupe suốt 5 năm, rồi sau thăng cấp Trung úy vào ngày 19 tháng 9 năm 1859. Ông trở lại Pháp vào năm 1861 và được chỉ định vào tiểu đoàn huấn luyện lính thủy đánh bộ fusilier tại đồn Lorient.

### Đại úy và Tiểu đoàn trưởng (1863–1873)
Bégin được thăng Đại úy ngày 13 tháng 5 năm 1863, và đến Sài Gòn, Nam Kỳ vào tháng 1 năm 1864. Ông tham gia một đội quân viễn chinh nhỏ dẹp loạn ở tỉnh Tây Ninh, và được tuyên dương vào tháng 9 năm 1866. Tháng 3 năm 1867, ông được thưởng Huân chương Bắc Đẩu Bội tinh. Năm 1868, ông trở lại Pháp và gia nhập lại tiểu đoàn huấn luyện lính fusilier. Ngày 1 tháng 1 năm 1869, ông là sĩ quan phụ tá của Trung đoàn Bộ binh Thủy quân lục chiến số 2 ở Brest. Ông được bổ nhiệm làm Thiếu tá hay Tiểu đoàn trưởng vào ngày 16 tháng 3 năm 1870. Ông bèn trở lại Nam Kỳ đảm nhận chức chỉ huy trưởng quân Pháp ở các tỉnh miền Tây. Năm 1872, ông đem quân đánh dẹp quân nổi dậy bản xứ các tỉnh Mỏ Cày, Trà Vinh, Vĩnh Long. Ông lại được tuyên dương, và vào ngày 25 tháng 7 năm 1872 được thăng cấp Sĩ quan Quân đoàn Danh dự.

### Trung tá và Đại tá (1873–1882)
Bégin được thăng cấp Trung tá vào ngày 10 tháng 3 năm 1873. Ông quay về Pháp và phục vụ trong Trung đoàn Bộ binh Thuộc địa số 3 ở Rochefort trong vài tháng. Năm 1874, ông đến Saint-Louis, Sénégal nắm quyền chỉ huy quân đội thuộc địa suốt hai năm liền. Ông có công trấn áp các cuộc nổi loạn từ các sắc dân Cayor, Toro và Dimar (Wolof). Bégin bèn quay trở lại Pháp năm 1876. Ngày 13 tháng 8 năm 1878, ông được thăng cấp Đại tá và được trao quyền chỉ huy Trung đoàn Thuộc địa số 1 ở Cherbourg. Vài tháng sau, ông trở lại Nam Kỳ thêm hai năm nữa. Sau đó ông về nước và được bổ nhiệm làm chỉ huy trưởng Trung đoàn Bộ binh Thủy quân lục chiến số 2.

### Chuẩn tướng (1882–1901)
Bégin được thăng cấp Chuẩn tướng vào ngày 24 tháng 12 năm 1881. Ông được bổ nhiệm làm trợ lý tổng thanh tra quân đội của mình và được phong làm Tư lệnh Quân đoàn Danh dự. Ngày 20 tháng 3 năm 1885, ông được bổ nhiệm làm Tư lệnh Quân đội xứ Nam Kỳ. Bégin là Quyền Thống đốc Nam Kỳ từ ngày 27 tháng 7 năm 1885 đến ngày 19 tháng 6 năm 1886. Ông thay thế Charles Thomson là vị Thống đốc tiền nhiệm đã góp phần mở rộng vai trò của Pháp ở Campuchia. Bégin không thích các chính sách của Thomson, và dùng thủ đoạn để đảm bảo rằng Thomson không quay trở lại đây nữa. Ngày 28 tháng 10 năm 1885, ông viết,
Norodom bị sỉ nhục và lạm dụng. Một hiệp ước rất khắc nghiệt được áp đặt lên ông bằng vũ lực... Thái hậu mà ông bày tỏ lòng kính trọng và hiếu thảo sâu sắc, sẽ không tha thứ cho ông vì đã chấp nhận mà không chống lại sự sỉ nhục mà chúng tôi áp đặt... ngay cả khi chúng tôi thừa nhận tội lỗi ngầm của Quốc vương, chúng tôi không thể nghĩ đến việc phế truất ông ấy. Chúng tôi phải tránh động đến dinh thự, vì giới quan lại sẽ nhân cơ hội đó lại xúi giục dân chúng nổi dậy, bảo với họ rằng chúng ta muốn lật ngược tất cả ... Chúng ta phải sống chung với cái ác và né tránh mọi hiềm khích thêm nữa... Đề nghị đầu tiên là đặt bên cạnh nhà vua, cả ở Campuchia và ở Nam Kỳ, những kẻ không dự phần vào sự kiện ngày 17 tháng 6. Norodom sẽ không bao giờ tha thứ cho ngài Thomson vì đã làm nhục và lăng mạ ông trước sự chứng kiến của các vị đại thần và triều đình của ông ta.

Bégin chiêu mộ những người Campuchia để thành lập một trung đoàn lính thuộc địa. Người kế vị ông là Ange Michel Filippini.
Bégin trở lại Pháp làm Thanh tra trong một thời gian ngắn trước khi trở lại Sài Gòn vào tháng 11 năm 1887 với tư cách là Tổng Tư lệnh Quân đội Liên bang Đông Dương. Chính phủ Pháp vào thời điểm này lo ngại về chi phí cho các hoạt động quân sự ở Đông Dương và ủng hộ việc thành lập lực lượng dân quân, lực lượng này có chi phí thấp hơn nhiều so với quân chính quy vì họ có ít quân châu Âu hơn và không cần doanh trại. Công sứ Hải Dương là Neyret cho thấy rằng một lực lượng dân quân được vũ trang tốt, tích cực thu thập thông tin tình báo tỏ ra có hiệu quả trong việc chống lại bọn cướp. Quân đội phản ứng bằng cách cáo buộc Neyret che giấu thông tin tình báo với  họ. Đến lượt Neyret cáo buộc Trung đoàn 4 Quân đoàn bộ binh Bắc Kỳ, được tuyển mộ ở Hải Dương, đã bán vũ khí cho quân nổi dậy. Bégin đòi mở một cuộc điều tra, nhận thấy Neyret không có bằng chứng cho lời buộc tội của mình, và đề nghị thuyên chuyển anh ta. Toàn quyền Đông Dương Jean Antoine Ernest Constans trả lời rằng Neyret chỉ làm tròn phận sự của mình và có lẽ trung đoàn này nên được thuyên chuyển thế chỗ anh ta thì hơn.
Vài ngày sau, Constans được triệu hồi về Pháp và chức Quyền Thống đốc Nam Kỳ do Étienne Richaud thay thế. Richaud có thiện cảm hơn với quân đội, và xác định vai trò của quân đội là đẩy lùi các cuộc tấn công và dẹp loạn, trong khi vai trò của dân quân là duy trì hòa bình thông qua hành động của cảnh sát. Bégin đồng ý với đề xuất của Richaud, kẻ giữ chức vụ này từ tháng 4 năm 1888 đến tháng 5 năm 1889, về sự hợp tác giữa quân đội và dân thường. Các chỉ huy quân sự sẽ cố gắng giành được sự ủng hộ của người dân địa phương cho quá trình bình định của thực dân Pháp. Tổng số quân hiện hữu của Bégin thấp hơn nhiều so với con số trên giấy tờ, một phần do nhu cầu về lực lượng đặc biệt, nhưng phần lớn là do bệnh tật, với số lượng lớn quân nhân chết trong bệnh viện hoặc hồi hương. Năm 1888, Bégin ước tính rằng để có 8.000 tay súng trường người Âu đang hoạt động, ông cần một lực lượng trên danh nghĩa là 15.000 quân. Tháng 7 năm 1888, Bégin đã đánh giá cao một kế hoạch chi tiết nhằm bình định các tỉnh miền bắc do Auguste Pavie đệ trình. Ông viết rằng, 
Chuyên khảo mà ngài vừa gửi cho tôi ... là một tài liệu địa lý và chính trị có tầm quan trọng cao nhất. Nó trình bày chi tiết khu vực từ Luang Prabang đến Sông Đen, nơi hoàn toàn chưa được biết đến cho đến tận bây giờ... cũng như những con đường đi qua đây và có thể được sử dụng cho hoạt động thương mại của chúng ta trong tương lai gần... Ngài đã có ý định, thông qua nỗ lực của chính mình, nhằm mang lại ảnh hưởng của Pháp trong khu vực được một cường quốc láng giềng vô cùng thèm muốn và đang bị những toán cướp biển Trung Quốc chiếm đóng mà chúng tôi đã đánh đuổi ra khỏi Bắc Kỳ".

### Những năm cuối đời
Bégin trở lại Pháp vào tháng 7 năm 1889 trong vai trò là Phó Tổng thanh tra quân đội dưới quyền mình, và vào ngày 29 tháng 12 năm 1889 được bổ nhiệm làm Đại Trưởng quan Quân đoàn Danh dự. Ông được thăng cấp Thượng tướng ngày 10 tháng 10 năm 1891. Ngày 1 tháng 1 năm 1892, ông giữ chức Phó Tổng thanh tra và là thành viên ủy ban kỹ thuật của tổng thanh tra hải quân. Ngày 1 tháng 1 năm 1894, ông lên làm Tổng thanh tra và là chủ tịch ủy ban kỹ thuật của tổng thanh tra hải quân cho đến tận năm 1899.
Bégin về hưu ngày 1 tháng 6 năm 1899. Ngày 6 tháng 6 năm 1899, ông được phong quân hàm Đại Thập Tự Quân đoàn Danh dự. Ông qua đời ngày 27 tháng 7 năm 1901 tại Pleumeur-Bodou,  Côtes-d'Armor.